# ニモーナ
『ニモーナ』（原題：Nimona）は、2023年6月30日公開であるアメリカ合衆国のファンタジーアニメ映画。同名グラフィック・ノベルのWeb映画化。

## ストーリー
濡れ衣を着せられてしまった騎士と、唯一彼の無実を証明する手助けができる、変幻自在の能力を持った少女ニモーナ。しかしニモーナは、もしかしたら騎士が殺すと誓ったモンスターなのかもしれない…。

## 登場人物／キャスト
※括弧内は日本語吹き替え。
ニモーナ
声 - クロエ・グレース・モレッツ（白石涼子）
バリスター・ブラックハートの相棒であることも主張する変身主義者。
バリスター・ブラックハート
声 - リズ・アーメッド（新垣樽助）
アンブロシウス・ゴールデンロインとの馬上槍試合で片腕を切り追放された「ザ・インスティトゥーション」のかつて騎士。
アンブロシウス・ゴールデンロイン
声 - ユージン・リー・ヤン（興津和幸）
「ザ・インスティトゥーション」のチャンピオン騎士。
校長
声 - フランセス・コンロイ（斎藤恵理）
トッド
声 - ベック・ベネット（佐々木啓夫）
女王
声 - ロレイン・トゥーサント（田村聖子）
ネイト・ナイト
声 - ルポール（後藤光祐）
アラムザパム・デイヴィス
声 - インディア・ムーア（原島梢）
従者
声 - フリオ・トレス（太田哲治）
少年姿のニモーナ
声 - ミア・コリンズ（飯沼南実）

## スタッフ
- 監督 : トロイ・クアン、ニック・ブルーノ
- 原案 : ロバート・L・ベアード、ロイド・テイラー
- オリジナル制作 : ブルースカイ・スタジオ
- 製作会社 : アンナプルナ・ピクチャーズ

## 製作
2015年6月、20世紀フォックス・アニメーション（現・20世紀アニメーション）は、NDスティーブンソンによるウェブコミック『Nimona』のアニメーション長編映画化の権利を取得しました。 マーク・ヘイムズが脚本を書き、パトリック・オズボーンが監督する予定だった。 この映画はフォックスの元子会社であるブルー・スカイ・スタジオとヴァーティゴ・エンターテインメントによって製作される予定だった。
2017年6月、20世紀フォックスは『Nimona』を2020年2月14日に公開する予定だった。 2021年4月10日、新型コロナウイルスにより、ウォルト・ディズニー・スタジオはブルースカイ・スタジオを閉鎖したため、20世紀アニメーション作品においてブルースカイ・スタジオによって製作されていないのは、本作が初となる。

## 公開
『ニモーナ』は当初、ウォルト・ディズニー・スタジオ・モーション・ピクチャーズが20世紀スタジオのバナーを通じて2020年2月14日に劇場公開する予定だったが、何度も延期され、2021年3月5日、その後2022年1月14日に公開された。2021年4月10日のブルースカイスタジオの閉鎖後、ディズニーの公開スケジュールから外され、中止となった。この映画は6月23日と24日に一部の映画館で先行上映され、6月30日にNetflixでデジタル配信された。